# 此路あゆみ
此路 あゆみ（このみち あゆみ）は、日本の漫画家、イラストレーター。
プリンセスメーカーのコミックや小説挿絵のほか、ホルスマスター、オリジナル漫画を連載。

## 主な作品リスト

### 漫画作品
- 愛天使伝説ウェディングピーチ（原作：谷沢直）
- きゃぷてんX ボトル・シップ号の冒険（原作：きむらひでふみ、RPGマガジン連載）
- 独立降下隊ガンフェロン
- PILLOW TALK GUNDAM "NIGHT=HAWKS!"
- プリンセスメーカー - 王女様になりたい
- ホルス・マスター - 大陸一の轟剣!（原作：嬉野秋彦（上・下巻））
- 魔法の剣士ソーサル=ファイ（原作：きむら・ひでふみ）

### 挿画
- 大久保町三部作（田中哲弥著、電撃文庫）
- 悪魔の国からこっちに丁稚（L・スプレイグ・ディ＝キャンプ著、田中哲弥訳、電撃文庫）
- やみなべの陰謀（田中哲弥著、電撃文庫）
- 聖獣魔伝ビースト&ブレイド（電撃スーパーファミコン）
- ホルス・マスター シリーズ（嬉野秋彦著、ファミ通文庫）

### 同人誌
- 魔法の刑事ソーサレス 1st
- 魔法の刑事ソーサレス 2nd